# Nils Engquist
Nils Edvin Engquist, född 21 oktober 1905 i Norra Sandby församling i Kristianstads län, död 5 oktober 1991 i Röke församling i samma län, var en svensk konstnär.
Nils Engquist var son till Per Engquist och Cecilia Östergren. Han var helt autodidakt och kom från mycket enkla förhållanden. Nils växte upp i en familj med många syskon i en lantlig skogsmiljö. Bland Nils  favoritkonstnärer märks Bruno Liljefors. Nils Engquist målade i olja och vanliga motiv var arbetshästar i skogsbruk, räv i vinterlandskap, måsar vid havet, domherrar på vinterkvist och bondmarknader i nordskånska byar. Nils målningar var under krigsåren så efterfrågade att det gjordes piratkopior med hans fejkade signatur. Motiven i Nils målningar knöt an till människors vardag i naturen. Motiven var typiska och blev populära. Än idag finns Nils målningar att finna på auktioner. Nils finns upptagen i Allhems Svenskt konstnärslexikon.
Engquist var från 1930 gift med Margareta Olsson (1903–1947) och från 1954 till sin död med Inga-Britt Engquist (född 1927). Han fick två söner i första äktenskapet: konstnären och kulturskribenten Benkt Engquist (1930–2022) och direktören Ulf Engquist (född 1938), gift med Gunilla Pontén.